# 용화항
용화항은 대한민국 강원특별자치도 삼척시 근덕면 용화리에 있는 어항이다. 어촌정주어항으로 지정하여 관리하고 있다. 시설관리자는 삼척시장이다.

## 같이 보기
- 삼척시의 행정 구역